# ایونبریج
ایونبریج (به انگلیسی: Avonbridge) یک روستا در بریتانیا است که در فالکرک واقع شده‌است. ایونبریج ۶۵۲ نفر جمعیت دارد.